# Плутонг
Плуто́нг (від фр. peloton — «клубок») — назва нижчих підрозділів у збройних силах Російської імперії.
У Тлумачному словнику живої великоросійської мови Володимира Даля плутонг визначається як «невелике відділення війська в строю, для стрільби плутонгами, дрібними залпами». Звідси плутонгове управління — коли вогнем кожного плутонга управляє окрема особа.

## Історія
Спочатку плутонг був не штатною одиницею, а елементом організації рушничного вогню піхоти. Вперше введений шведським королем Густавом Адольфом в 1618 році. Система плутонга була пізніше прийнята в арміях Британії, Австрії, Голландії та Росії.
У російській армії XVIII століття плутонгом називався нижчий підрозділ піхоти, який відповідає сучасному взводу. Введений Петром I. Розподіл по плутонгах застосовувався і в строю, і бойовому порядку, зокрема, фузилери, пікінери, солдати і так далі стріляли плутонгами (залп всього підрозділу, коли один ряд з коліна заряджав, а інший, стоячи, давав вогонь).
У той період часу стрільба в бою велася кількома методами, в тому числі і плутонгами. Для цього компанія (рота) становилася у шеренги і ділилася на 4 плутонги (взводи). При стрільбі, кожен плутонг стріляв по черзі — таким чином рушничний вогонь прокочувався повз стрій компанії (роти). Цей метод стрільби тоді вважався найбільш прогресивним у військовій справі і широко використовувався спочатку в голландській, потім в англійській і російській арміях.
У російському флоті XVIII — початку XX століття плутонг становив кожну окрему морську гармату або кілька гармат (групу гармат) однакового калібру або хоча б різного калібру, на кораблі, розташованих в окремому приміщенні (відсіку) і зручних для управління однією особою. Плутонг приблизно відповідає сучасному поняттю «обслуга» і «батарея». Гармата (гармати) плутонга розташовувалися так, щоб було можливо загальне управління голосом, і вони діяли одночасно по одній цілі.